# Sinistro (personaggio)
Sinistro (Mister Sinister), il cui vero nome è Nathaniel Essex, è un personaggio dei fumetti creato da Chris Claremont e Marc Silvestri nel 1987, pubblicato dalla Marvel Comics.
È un supercriminale dell'universo mutante Marvel, anche se non sembra che i suoi poteri e la sua longevità siano congeniti. Sinistro è un nemico degli X-Men che ha vissuto a lungo ed è abile nel progettare e realizzare piani complessi. Nel corso della sua storia editoriale si è soprattutto imposto come l'arcinemico personale della famiglia Summers, in particolare di Ciclope, Jean Grey, Cable e Madelyne Pryor. Fu nominato per la prima volta in Uncanny X-Men n. 221 del settembre 1987, dal criminale Sabretooth, per poi apparire nel numero 222.
Fu creato dallo sceneggiatore Chris Claremont. Il progetto grafico fu del disegnatore Marc Silvestri.

## Biografia del personaggio

### 1859
Nathaniel Essex era uno scienziato del XIX secolo nell'Inghilterra vittoriana ossessionato dalla teoria dell'evoluzione di Darwin, sebbene sentisse che Charles Darwin e i suoi contemporanei fossero trattenuti da troppe costrizioni morali. Mentre perseguiva le sue ricerche nel 1859, scoprì che l'umanità stava mutando sempre più in fretta, a causa di quello che chiamò il "Fattore Essex" all'interno del genoma umano. Le sue teorie furono oggetto di scherno, cosa che lo amareggiò; la morte di suo figlio (all'età di quattro anni a causa di numerosi difetti congeniti, tra i quali la deformità delle ossa e l'emofilia) lo spinsero ad immergersi sempre più nei suoi studi. Avvicinò molti gruppi alla ricerca di fondi, incluso il Club infernale (in inglese Hellfire Club), sebbene tutti lo respingessero. Assoldò un gruppo di tagliagole, che chiamò Marauders, per rapire della gente dalle strade di Londra in modo da poter condurre degli esperimenti su di loro; arrivò a dissotterrare il corpo di suo figlio per eseguire degli esperimenti su di lui. Durante questo periodo Essex venne in contatto con Apocalisse (in cui i Marauders erano incappati e avevano risvegliato), casualmente insegnando all'antico mutante l'origine della sua natura. I due in seguito formarono una alleanza, durante la quale Apocalisse utilizzò la sua tecnologia avanzata per attivare i tratti mutanti dormienti di Nathaniel. Con le sue nuove abilità e un aspetto spietato, Essex prese il nome di Sinistro, l'ultima parola che sua moglie gli rivolse prima di morire, dopo aver scoperto l'orrore in cui lui era coinvolto (lo stress le provocò anche l'aborto del figlio che attendeva e che rimase senza nome). Durante la sua "elevazione", Ciclope e Jean Grey che viaggiavano anch'essi nel tempo interruppero la procedura. Il raggio ottico di Ciclope colpì Essex subito dopo che questi emerse dalle macchine, danneggiando la sua forma "rinata". Ciclope e Jean liberarono anche molti dei prigionieri di Sinistro, due dei quali (un uomo di nome Oscar Stamp ed un ragazzo apparentemente muto chiamato Daniel) si misero in viaggio per l'America e presero il nome di Summers. Il primo ordine di Apocalisse fu di creare una epidemia che distruggesse i deboli del mondo, ma Sinistro non lo fece - il suo scopo gli era chiaro e la crudeltà per puro gusto non era parte di esso. L'epidemia creata da Sinistro attaccò solo Apocalisse, spingendolo a ibernarsi. Nel 1882, Sinistro era presente ai funerali di Darwin, divertito dall'ironia che l'uomo che era stato vilipeso in passato fosse sepolto nell'Abbazia di Westminster, la principale chiesa di Inghilterra. Subito dopo partì per gli Stati Uniti.

### 1891
Per oltre un secolo, Sinistro continuò il suo lavoro, alleandosi con Apocalisse tanto spesso quanto opponendosi a lui. Nel 1891, si trasferì a New York, e fece finta di essere un medico ostetrico di nome Nathan Millbury (un alias basato sul nome del maniero della sua precedente moglie); qui ebbe accesso illimitato ad una abbondante quantità di materiale genetico da studiare, incluso quello dell'ormai adulto Daniel Summers e di sua moglie, Amanda Mueller. Fu nel 1891 che Sinistro incrociò un'altra coppia di mutanti del futuro che viaggiavano nel tempo, l'X-Man Gambit ed un mutaforma chiamato Courier. Utilizzando il suo equipaggiamento scientifico, Sinistro riuscì a replicare le abilità mutaforma di Courier; prima di allora aveva nascosto il suo pallore con dei comuni cosmetici. Gambit aveva bisogno di aiuto per tornare nel presente, e riuscì a far reimpiantare a Sinistro il tessuto cerebrale estratto dal suo cervello. Una volta che il tessuto fu reimpiantato, i poteri di Gambit crebbero ulteriormente e fu in grado di ritornare insieme a Courier nel presente. Un secolo più tardi, Gambit e Sinistro si sarebbero incontrati ancora.

### 1915
Nel 1915, Essex ritornò in Inghilterra e diede a Jacob Shaw l'abilità di mutare forma. Jacob era il fratello di Esau Shaw, ed era estremamente invidioso del maggior successo del fratello, come l'essere stato cooptato nel Circolo Interno del Club infernale da Sir Waltham Pierce. Jacob usò i suoi nuovi poteri per imitare Sir Waltham Pierce, quindi uccise suo fratello Esau. Jacob pianificò di prendere il posto di Esau, ma prima mutò nella forma di una donna e pianificò di uccidere Waltham. Prima di poter completare il suo piano, comunque, Union Jack—Montgomery Falsworth, un amico di Esau—entrò e accusò Pierce di sedizione contro la Corona e dell'omicidio di Esau. Prima che Waltham potesse rispondere, Jacob sparò a Union Jack, e quindi fuggì nella notte. Jacob Shaw è il padre di Sebastian Shaw; Sir Waltham Pierce potrebbe essere un antenato di Donald Pierce.

### Anni venti
Negli anni venti, Essex incontrò un uomo di nome Herbert Edgar Wyndham, che sognava di fare quello che Sinistro era già riuscito a fare - comprendere il codice genetico degli esseri umani. Essex lavorò fianco a fianco con Wyndham, che sarebbe in seguito stato conosciuto come l'Alto Evoluzionario. Entro il 1928 Wyndham aveva cominciato con poco successo una primitiva sperimentazione sugli animali da laboratorio basata sull'esposizione alle radiazioni. Durante un viaggio ad una conferenza internazionale sulla genetica a Ginevra in Svizzera, Wyndham si sentì improvvisamente male. Barcollando in strada incontrò lo sguardo ipnotico di un uomo elegante circondato dall'oscurità. Da questo straniero a Wyndham fu fatto un dono che non avrebbe dovuto esistere in quel periodo - un progetto per decodificare il codice genetico.

### Anni trenta
Negli anni trenta, trascorse del tempo in California, raccogliendo soggetti per i suoi esperimenti; mentre si trovava a Los Angeles, incontrò e si innamorò di una attrice di commedie radio di nome Faye Livingstone, sebbene non ammise mai i suoi sentimenti. Dopo aver scoperto il suo laboratorio segreto, una notte, Essex la mise di fronte alla verità—lei aveva il fattore X nei suoi geni, e i suoi figli sarebbero stati bambini speciali, bambini che sarebbero stati più che umani. Orripilata, Faye tentò di andarsene, ma Essex la tenne prigioniera. I mesi passarono, riempiti da esami degradanti; la pietà fu sostituita da una mancanza di rispetto senza regole. Essex le spezzò sia la mente che lo spirito, e le fece non le permise vedere oltre l'illusione che era Nathan Essex. Quindi, una notte, nel mezzo di una furiosa tempesta, Essex lasciò la porta aperta e la liberò, senza dire una parola o fare un gesto. Col tempo, Faye fu portata al Carlysle Nursing Home a San Diego, California, con la mente e il corpo che soccombevano al cancro. A causa del suo amore per Essex, Livingstone non si era mai sposata, e non aveva mai avuto figli. La discendenza che Essex aveva desiderato e predetto così ardentemente non si realizzò mai. Una volta all'anno, un Mister Essex sarebbe venuto a visitarla, sebbene non disse mai a nessuno (neanche a sé stesso) perché. Genesis forzò Sinistro a confrontarsi sia con lei che con sé stesso riguardo alla relazione, ma Sinistro rifiutò, rimanendo adamantino sull'affermazione che lei, per lui, era solo un inutile involucro. Dopo aver condiviso un ballo telepatico con Essex, Faye morì tra le sue braccia.

### 1944
Nel 1944, Essex incontrò un uomo di nome John Greycrow (un indiano americano), che sarebbe diventato Scalphunter, il suo primo "nuovo" Marauder. Mentre lavorava insieme ai Nazisti, si guadagnò il soprannome "Nosferatu," a causa del suo pallore e della sua abitudine di prendere campioni di sangue da ognuno; faceva paura anche ai Nazisti. Stranamente, spesso dava ai bambini delle caramelle in cambio del loro sangue. Durante questo periodo, creò l'Esperimento N2, un clone di Namor, che poteva succhiare a forza l'acqua da Namor e usarla per spegnere le fiamme dell'androide conosciuto come la Torcia Umana. Con la considerevole sorpresa di Sinistro, comunque, Capitan America fu capace di sconfiggere N2.

### 1946
Nel 1946, un certo Dr. Nathan Milbury fu coinvolto nel Progetto: Ventre Nero (Project: Black Womb), un progetto segreto del governo guidato da Amanda Mueller e supportato da Brian Xavier (padre di Charles Xavier) e da Kurt Marko (padre del Cain Marko), e da Irene Adler (la veggente cieca conosciuta come Destiny), che studiò, ma non alterò, migliaia di bambini, principalmente mutanti, in vasche di contenimento post-parto. Per decenni, Sinistro osservò in segreto lo sviluppo dei bambini mutanti mentre crescevano (molti dei quali erano stati "marchiati" dal Progetto: Ventre Nero) nella Casa Statale per Trovatelli di Omaha, Nebraska. Manipolò crudelmente i loro processi di sviluppo infantile e tentò anche di controllare le loro vite adulte in modo da farli diventare suoi sottoposti. L'eroe Ciclope era uno dei suoi soggetti; uno dei compagni di stanza di Scott all'orfanotrofio era chiamato Nathan, ed un altro alias di Sinistro era Mike Milbury, vicino dei nonni di Scott (Phillip & Deborah Summers) in Alaska. Dal suo laboratorio sotto l'istituto molti mali furono prodotti e probabilmente saranno prodotti.
Ad un certo punto, Sinistro inserì i geni mutanti provenienti da Alex Summers in Ahmet Abdol, che divenne il Monolito Vivente, capace di assorbire le energie cosmiche ed usarle per raggiungere una dimensione enorme.

### Periodo attuale
Sinistro è responsabile del Massacro dei Morlock, avendo ordinato alla sua banda, i Marauders (i predoni), di uccidere tutti i mutanti che abitavano le fogne, perché per lui erano solo un vicolo cieco dell'evoluzione mutante. Il Massacro dei Morlock è uno degli episodi più bui dell'intera storia degli X-Men.
È stato rivelato più tardi che Gambit era uno di quelli che avevano formato il gruppo dei Marauders. Gambit svolse questo, e molti altri compiti, per Sinistro perché aveva un grande debito con il genetista. Quando i poteri di Gambit si manifestarono per la prima volta, erano pressoché incontrollabili. Attraverso i suoi contatti con il mondo sotterraneo sentì parlare di Sinistro, e lo incontrò, per chiedergli aiuto. Sinistro acconsentì, e rimosse una porzione del cervello di Gambit, cosa che ridusse il potere di Gambit ma gli permise un maggior livello di controllo sulle sue abilità. In cambio, Gambit dovette adempiere a molti incarichi per suo conto, come raggruppare i Marauders per il Massacro dei Morlock. È possibile che Sinistro abbia riconosciuto Gambit dal secolo prima e abbia acconsentito ad aiutarlo allo scopo di assicurarsi il verificarsi della serie di eventi che avrebbero condotto Gambit (e Courier) a tornare indietro nel tempo, che permise a Sinistro di appropriarsi dei poteri di Courier.
Per ciò che riguarda le ragioni dietro il Massacro dei Morlocks questa può essere una spiegazione. Ci furono diverse fratture nel tempo e nelle dimensioni, dovute all'arrivo della Bestia Nera dell'Era di Apocalisse. Arrivò dalla sua linea temporale in quella principale vent'anni prima del Massacro. Fece molti esperimenti genetici sui Morlocks. Dal momento che era allievo del Sinistro della sua realtà, e che il "suo" Sinistro aveva metodi simili, Sinistro riconobbe la sua "firma" nei Morlocks. Per prevenire ulteriori sfruttamenti non autorizzati delle sue teorie li fece eliminare dai Marauders. Nonostante l'uccisione di alcuni dei suoi Marauders durante il Massacro, la sua maestria nella tecnologia genetica e della clonazione permise loro di rivivere più volte.
Sinistro è ossessionato dalla linea genetica dei Summers, inclusi Ciclope e Havok, in parte perché è la "sua" - Daniel Summers è un diretto antenato di Scott e Alex Summers. Per un certo periodo, Sinistro continuò a far progredire il suo piano principale per servire Apocalisse e i suoi propri fini malvagi. Sinistro preferisce permettere alle linee genetiche di riprodursi naturalmente in modo da produrre esseri di una razza geneticamente superiore, piuttosto che trasformarle velocemente; crede che le linee genetiche di Scott Summers e Jean Grey potrebbero creare un mutante con un potere senza confronto, uno che potrebbe distruggere Apocalisse e quindi liberarlo dal giogo dell'antico tiranno. A questo fine, egli creò Madelyne Pryor, un clone di Jean Grey, sebbene fosse deluso dal fatto che il clone non manifestasse nessun potere durante l'adolescenza e considerò l'intero progetto uno spreco di tempo e risorse. Alla morte di "Jean" nella Zona Blu della Luna (al culmine della Saga della Fenice Nera), la Forza della Fenice lasciò il suo corpo ed entrò in quello di Madelyne, con grande delizia di Sinistro. Organizzò una serie di false ricordi per lei, e la lasciò la dove Scott l'avrebbe infine incontrata. Alla fine i due si sposarono ed ebbero un figlio, Nathan Christopher Charles Summers. Madelyne convinse Scott a ritornare con lei in Alaska e vivere li la loro vita, a causa di un suggerimento subconscio impiantato da Sinistro - il luogo remoto rendeva più facile a Sinistro studiare e se necessario rapire il bambino. Sinistro alla fine prese il bambino, quindi ne perse il controllo in favore di Madelyne (diventata la Regina dei Goblin), quindi lo riguadagnò (dopo la sua morte), quindi lo dovette cedere a Ciclope, che lo colpì con un colpo supercaricato del suo raggio ottico e lo ridusse ad uno scheletro. Non si sa come Sinistro sia riuscito a recuperare da questo stato - potrebbe essere stato un clone che lui aveva inviato al suo posto per quella battaglia, o potrebbe essere stato teletrasportato via all'ultimo istante con un cadavere piazzato al suo posto per ricevere il colpo di Ciclope - ma comunque ritornò, adesso al sicuro sotto la copertura di una finta morte. Prima che Sinistro potesse reclamare il giovane Nathan, comunque, Apocalisse si risvegliò. Sentendo la minaccia, infettò Nathan con un virus tecnorganico che minacciava di divorarlo. La sola speranza di salvarlo per Jean e Scott, era di consegnarlo nelle mani di una donna conosciuta come la Askani, che lo trasportò nel futuro. Nathan sopravvisse, e divenne l'uomo conosciuto come Cable.
Successivamente, fece la sua comparsa un gruppo di mutanti chiamato Nasty Boys, che lavora a fianco di un duplicato malvagio di Jamie Madrox, alias l'Uomo Multiplo. Il Madrox malvagio vuole uccidere il vero Madrox, e cerca l'aiuto di Sinistro nel farlo; Sinistro invia i Nasty Boys a dargli una mano a combattere X-Factor. Alla fine il Madrox cattivo venne riassorbito dal Madrox originale, che lo sottomise. Nel frattempo, i poteri di Quicksilver vengono segretamente sovraccaricati dal senatore Steven Shaffran, che sta provando a screditare X-Factor allo scopo di promuovere la sua carriera politica. All'insaputa di Shaffran Sinistro assunse le sembianze del senatore e ne rivelò gli scopi al team. Più tardi Shaffran affrontò Sinistro, programmando di ucciderlo, ma il solo risultato che ottenne fu di uccidersi da solo con il proiettile destinato a Sinistro, rimbalzato dalla sua armatura. In seguito Sinistro inviò i suoi Nasty Boys sulle tracce della furfante Malice, un essere composto di energia in grado di possedere i corpi altrui, che stava provando a liberarsi da Sinistro. In uno scontro precedente Malice possedette Polaris, ma il potere di Polaris prevenne l'entità dall'abbandonare il suo corpo - cosa di cui Sinistro sembrava fosse al corrente - e ciò si rivelò una tortura perché per un essere abituato a un'esistenza incorporea l'essere chiuso in un corpo, anche se potente come quello di Polaris, era un inferno. Malice lasciò il corpo di Polaris, determinata a liberarsi del controllo di Sinistro. Scoppiò un violento scontro fra Havok (uno dei componenti di X-Factor, fidanzato all'epoca con Polaris), Polaris, Malice e i Nasty Boys; sia Alex (Summers, è Havok, Fratello di Ciclope) che Lorna (Dane, cioè Polaris) tentano di assorbire Malice per evitare che possieda altri corpi, ma lo sforzo danneggia fatalmente la forma energetica di Malice, che viene distrutta. Vedendo che il conflitto ha perso il suo significato, Sinistro e i Nasty Boys si ritirano.
Dopo gli eventi della saga X-Cutioner's Song, Sinistro involontariamente liberò il virus Legacy sulla Terra, una epidemia creata da Stryfe, un clone di Cable. Sinistro rivelò a Ciclope il trucco di Stryfe, e lascio che apprendesse dell'esistenza di un terzo fratello Summers. Ci sono molte teorie su chi sia il terzo fratello, ma la maggior parte delle prove - e delle affermazioni quasi ufficiali - indicano che possa essere Adam-X, di X-Treme. Si teorizza che Adam-X sia il prodotto dello stupro della madre di Ciclope da parte del defunto imperatore Shi'ar D'Ken, che renderebbe Adam-X un erede illegittimo al trono dell'Impero Shi'ar. Recentemente è stata rivelata l'effettiva esistenza di un terzo fratello Summers, Gabriel (Vulcan), allevato dagli Shi'ar e autoproclamatosi nuovo Imperatore Shi'ar (in Ascesa e caduta dell'Impero Shi'ar). Sinistro però non ha mai specificato il numero esatto di "fratelli Summers", quindi Adam-X potrebbe benissimo essere un ulteriore membro dell'ormai numerosissima famiglia Summers. Sinistro più tardi catturò la mutante Threnody, ed utilizzò il suo singolare potere di rintracciare le vittime del Virus Legacy, di modo da poterle studiare e poter lavorare per trovare una cura. Moira MacTaggert, un alleato di vecchia data degli X-Men e uno dei massimi genetisti e immunologi del pianeta, alla fine sviluppò una cura per il Virus.
Fortunatamente, per Sinistro, anche Cable aveva sviluppato un risentimento verso Apocalisse, e quando Apocalisse si fuse con Ciclope all'apice dell'arco di storie conosciuto come Apocalisse: I Dodici, Cable e Jean Grey rintracciarono l'essere risultante dalla fusione nel luogo di nascita di Apocalisse in Egitto. Jean separò la forma astrale di Apocalisse dal corpo di Ciclope, e Cable ne frantumò lo spirito, compiendo il suo destino come programmato da Sinistro. Questo diede a Sinistro la libertà che aveva a lungo desiderato, in quanto Apocalisse aveva sempre limitato la sua libertà d'azione.
Mentre Sinistro ha avuto successo nella sua missione di distruggere Apocalisse, questo non ha in nessun modo soddisfatto le sue aspirazioni. Sinistro desidera sopra ogni cosa ricercare nel campo della genetica; per lui, il pool genetico e le genealogie sono delle pedine. Apocalisse era una minaccia al suo lavoro. Adesso, senza intralci, Sinistro può veramente iniziare il suo lavoro nella genetica, quale che sia il costo in vite o in sofferenze causate. Eliminando il precedente padrone di Sinistro, gli X-Men potrebbero aver scatenato sul mondo una minaccia anche maggiore. Sinistro continua le sue ricerche sulla genetica mutante, e recentemente è riapparso nelle pagine della nuova serie Weapon X, sotto le spoglie del Dr. Robert Windsor. Con la cancellazione del titolo, Sinistro è apparentemente partito per Genosha dove avrebbe dovuto apparire nella nuova serie di Excalibur. Comunque, un editore fece cambiare la trama da Chris Claremont per legarla al crossover House of M, e quindi Sinistro fece solo una apparizione nei sogni di Charles Xavier prima che la serie fosse cancellata.
All'inizio della saga Decimation la giornalista Trish Tilby, vecchia fiamma della Bestia, intervista alcuni passanti sulla scomparsa dei mutanti. Uno di essi afferma: "Solo i migliori sopravvivono" e, dal rombo nero sulla fronte, supponiamo possa trattarsi di Sinistro.
Durante la Civil War ricompare assieme ad Apocalisse.
In seguito appare frequentemente alla ricerca di un modo per risolvere il problema dell'estinzione dei mutanti: cerca di rubare invano i diari di Destiny.
Il ritorno di Sinistro avviene in Messiah Complex ove sarà il villan principale della miniserie. Ha ancora al suo servizio, tra gli altri, Gambit e Sole Ardente.
Durante questa saga muore, dopo che Mystica lo spinse contro Rogue in un contatto diretto, la quale lo prosciuga della sua linfa vitale. Tuttavia resuscita, sotto spoglie femminili, sulla testata X-Men Legacy in combutta con Sebastian Shaw del Club Infernale, e dove avrà anche una storia d'amore con il figlio di Wolverine, Daken. Dopo tutto Sinistro è tornato uomo ma possiede ancora tratti femminili, nella saga dei vampiri ha sconfitto Emma Frost quando stava per impazzire.

## Poteri e abilità
I poteri sovrumani di Sinistro non sono mai stati precisati completamente; si sa che tra essi sono compresi immortalità, grande resistenza, capacità di mutaforma e deboli poteri psionici. Ha esibito una limitata capacità di cambiare forma, essendo stato capace di ricreare la sua normale forma umana e quella di Apocalisse e una volta si ridusse in uno stato semiliquido. A volte ha mostrato di possedere una forza sovrumana, che potrebbe essere dovuta alle sue capacità di mutaforma.
Ha frequentemente dimostrato una considerevole resistenza alle ferite e capacità rigenerative eccellenti: è sopravvissuto ad un proiettile che ha aperto un grosso foro nella sua testa, ed è apparentemente sopravvissuto dopo che gli era stata strappata via la sua carne dalle ossa all'apice dell'arco di storie dell'Inferno. Si credeva che fosse particolarmente sensibile al raggio ottico di Ciclope, ma è stato in seguito rivelato che era un altro dei suoi inganni. Ha anche dimostrato poteri telepatici e telecinetici nel passato, inclusa l'abilità di paralizzare mentalmente un nemico che stava toccando e l'abilità di annullare psionicamente i poteri di ogni mutante. Ha anche esibito delle abilità telecinetiche, come muovere mentalmente degli oggetti e sparare raffiche di energia telecinetica dalle sue mani e dal marchio a forma di diamante scarlatto che si trova sulla sua fronte. Si credeva possedesse il potere del teletrasporto, ma è stato rivelato che non era una abilità innata, ma una funzione del suo quartier generale tessaratto, che era molto più grande all'interno di quanto lo fosse all'esterno, non diversamente dal TARDIS della serie televisiva Doctor Who.
Sinistro è un genio e un genetista di massimo livello, capace di predire le mutazioni genetiche e di unire il DNA per produrre i mutanti che desidera. È abbastanza probabile che i suoi poteri, che cambiano costantemente, siano il risultato di una sperimentazione su se stesso (il suo potere di mutaforma è dovuto alla procedura che eseguì su se stesso con l'aiuto di Gambit che stava viaggiando nel tempo).
Può anche produrre una grande quantità di cloni; ha fatto così con tutti i suoi Marauders, e con Jean Grey. Ad un certo punto possedette campioni di tessuto provenienti da migliaia di persone, addirittura fino al 1860, inclusi parecchi presidenti americani e forse campioni di ogni mutante nato da quel momento in poi. È un maestro nella chirurgia, avendo rimosso una parte del cervello di Gambit ed in seguito avendolo reimpiantato (sebbene dal punto di vista di Sinistro, egli ha reimpiantato una porzione del cervello di Gambit ed in seguito lo ha rimosso, in quanto Gambit stava viaggiando a ritroso nel tempo quando il reimpianto fu completato, forse un Paradosso della predestinazione), ed un abile ingegnere meccanico, avendo creato dispositivi tecnologicamente molto avanzati. Possiede una buona conoscenza psicologica, ed è un abile manipolatore. Molte delle sue basi sembrano possedere particolarità quasi biologiche; sono capaci di far "crescere" tentacoli da una superficie per trattenere un prigioniero ad un ordine mentale di Sinistro.
Sinistro è un uomo senza scrupoli e non si preoccupa minimamente di rovinare le vite degli altri per ottenere quello che vuole. Preferisce operare nell'ombra, permettendo ai suoi lacchè e a ignari burattini di fare il lavoro sporco. È arrogante, sicuro e si aspetta totale obbedienza dai suoi subordinati. Si sa che ha collaborato con i membri del partito Nazista.

## Genesi del personaggio
In origine, stando a quanto affermato dal suo creatore Chris Claremont, Sinistro non aveva alle spalle un passato vittoriano, ma era un mutante il cui aspetto naturale senza potenziamenti era quello di un bambino di otto anni che non sarebbe mai invecchiato; la sua inimicizia con Ciclope derivava dall'averne condiviso l'infanzia in un orfanotrofio. Nella sua prima apparizione in X-Men e Classic X-Men (ristampa riveduta e corretta), questi fili narrativi furono accennati, ma altri scrittori finirono per fornire un'origine differente per il personaggio una volta che Claremont abbandonò la squadra. L'apparizione di Sinistro come un bambino all'orfanotrofio fu più tardi giustificata come un camuffamento.

## Altre versioni

### Ultimate
Sinistro appare anche nella serie Ultimate X-Men. Qui è chiamato Sinister, ed è un'ex-dipendente della Oscorp licenziato per delle idee sulla manipolazione mentale. Dopo il licenziamento, applica una procedura di sua invenzione su sé stesso (acquisendo il caratteristico rombo sulla fronte). In modo non del tutto chiaro, inizia ad avere delle apparizioni di Apocalisse, che gli ordina di donargli le anime di sei mutanti per favorire il suo ritorno. Sinister uccide tre mutanti, e cerca di uccidere anche Northstar, che però sopravvive e viene risvegliato dal coma da Jean. Apocalisse gli intima di consegnargli al più presto le altre anime, e Sinister arriva a introdursi nella scuola di Xavier nell'intento di uccidere il professore, e ferisce Angelo. Sinister viene però sconfitto da Rogue, che ha assorbito i poteri di Angelo (le spuntano le ali), e Sinister viene arrestato da Nick Fury.
In una delle ultime scene della storia, in cella Sinister ha una nuova visione di Apocalisse che gli ordina di strozzarsi. Non viene mostrato se Sinister obbedisca oppure no tuttavia il personaggio fa apparizioni successive più o meno importanti. Nella saga Campo Magnetico (numeri 32-34 della serie italiana) ci viene mostrato ancora prigioniero nel Triskelion, ancora preda dei suoi deliri, imbrigliato in una camicia di forza e costantemente monitorato per evitare tentativi di suicidio. Fa la sua ultima comparsa nella saga Apocalisse (numeri 47-49). Qui riesce a fuggire dalla prigione S.H.I.E.L.D. inscenando il suo suicidio e scappando dall'obitorio. Una volta libero continua la sua "missione" per offrire ad Apocalisse le anime mancanti. Attacca i Morlock massacrandone molti poi, alla comparsa degli X-Men di Alfiere, completa la sua lista uccidendo Angelo. Incredibilmente, compiuto il sacrificio, qualcosa accade davvero ed Essex muta trasformandosi proprio in Apocalisse.

## Altri media

### Cinema
- Il nome "Essex Corporation" appare nella scena dopo i titoli di coda di X-Men - Apocalisse.[6]

#### Progetti non realizzati
- Inizialmente Sinistro sarebbe dovuto apparire in Logan: The Wolverine, tuttavia il personaggio venne eliminato e la sua apparizione rimandata.[7][8]
- Inizialmente Sinistro sarebbe dovuto apparire in The New Mutants, interpretato da Jon Hamm, tuttavia il personaggio venne eliminato.
- Sinistro sarebbe dovuto apparire nel film mai prodotto Gambit.
- Sinistro sarebbe dovuto apparire nel film mai prodotto X-Men: Fear the Beast.

### Animazione
- Sinistro è uno degli antagonisti principali nella serie animata Insuperabili X-Men prodotta dalla Fox e Saban Brands negli anni '90, doppiato in originale da Chris Britton[9] e in italiano da Antonello Governale[10]. Le sue origini vengono narrate nell'episodio Origini (Descend) della quinta stagione: come nel fumetto Nathaniel Essex era uno scienziato della Londra vittoriana, ossessionato dall'evoluzione umana e dalle mutazioni, ma la sua trasformazione avviene come risultato dei suoi esperimenti su sé stesso, piuttosto che del suo incontro con Apocalisse. L'episodio invece si concentra sui rapporti di Essex con gli antenati di Ciclope, Jane Grey e Charles Xavier del XIX secolo, oltre ad implicare che Sinistro fosse il mandante degli omicidi di Jack lo squartatore. Questa versione del personaggio è tornata nella serie X-Men '97.
- Nella serie del 2009 Wolverine e gli X-Men Sinistro (doppiato da Clancy Brown[9] e in italiano da Alessandro D'Errico[11]) è nato mutante ed è ossessionato dalla mania di creare "il mutante definitivo" da usare come arma per Apocalisse e guida i Marauders, che usa colleziona DNA mutante anche con la forza. La sua prima apparizione è in Forza Eccessiva, dove si scontra con Ciclope. In Angelo custode si rivela invece essere l'artefice della trasformazione di Warren Worrington in Arcangelo. Una versione futura di Sinistro appare poi nel finale dell'episodio Premonizione (terza parte) (l'ultimo della serie) accanto ad Apocalisse.
- Sinistro (doppiato da Kevin Micheal Richardson[9]) appare nella serie animata in stop-motion M.O.D.O.K. del 2021 nell'episodio Sabato sera uscita con i ragazzi (If Saturday Be... For the Boys!).

### Videogiochi
Sinistro compare in:
- X-Men: GamesMaster's Legacy (1995)
- X-Men: The Ravages of Apocalypse (1997)
- X-Men 2: La vendetta di Wolverine (2003)
- X-Men Legends II: L'Era di Apocalisse (2005)
- Marvel: Avengers Alliance (2012)
- Deadpool (2013)
- Marvel Heroes (2013)
- Marvel Puzzle Quest (2013)
- Marvel: Sfida dei campioni (2014)
- Marvel Future Fight (2015)
- Marvel Strike Force (2018)
- Marvel Duel (2020)
- Marvel Snap (2022)